# Luís Paulo Fernandes
Luís Paulo Pereira Fernandes (Pedrógão Grande, 28 de outubro de 1976) é um político português, sendo atualmente deputado pelo Distrito de Leiria, eleito nas listas do Chega. É ainda o Presidente da Distrital de Leiria do partido Chega desde a sua fundação, em 2019.
Em 2013, foi eleito para a Assembleia Municipal de Pedrógão Grande, enquanto independente nas listas do Partido Social Democrata, tendo renunciado ao cargo em 2019, juntando-se ao Chega aquando da sua fundação.
Foi o cabeça de lista pelo Chega nas eleições legislativas de 2019 e o segundo nome da lista em 2022 e em 2024, atrás de Gabriel Mithá Ribeiro, sendo apenas eleito deputado nas últimas.

## Resultados eleitorais

### Eleições legislativas
| Data | Partido     | Partido | Circulo eleitoral | Posição     | Cl.    | Votos          | %             | +/-        | Status     | Notas | Ref.  |
| ---- | ----------- | ------- | ----------------- | ----------- | ------ | -------------- | ------------- | ---------- | ---------- | ----- | ----- |
| 2019 |             | CH      | Leiria            | 1.º (em 10) | 7.º    | 3 321          | 1,49 / 100,00 |            | Não eleito |       | [ 5 ] |
| 2022 | 2.º (em 10) | CH      | Leiria            | 3.º         | 18 918 | 8,02 / 100,00  | 6,53          | Não eleito |            | [ 6 ] |       |
| 2024 | 2.º (em 10) | CH      | Leiria            | 3.º         | 53 764 | 19,66 / 100,00 | 11,64         | Eleito     |            | [ 7 ] |       |
| 2025 | 2.º (em 10) | CH      | Leiria            | 2.º         | 61 162 | 23,07 / 100,00 | 3,41          | Eleito     |            | [ 8 ] |       |

### Eleições autárquicas

#### Câmara Municipal
| Data | Partido | Partido | Concelho | Posição     | Cl. | Votos | %             | +/- | Status     | Notas | Ref.  |
| ---- | ------- | ------- | -------- | ----------- | --- | ----- | ------------- | --- | ---------- | ----- | ----- |
| 2021 |         | CH      | Leiria   | 1.º (em 11) | 3.º | 3 424 | 5,67 / 100,00 |     | Não eleito |       | [ 9 ] |

#### Assembleia Municipal
| Data | Partido     | Partido | Concelho        | Posição     | Cl. | Votos          | %              | +/-    | Status | Notas  | Ref.   |
| ---- | ----------- | ------- | --------------- | ----------- | --- | -------------- | -------------- | ------ | ------ | ------ | ------ |
| 2013 |             | PPD/PSD | Pedrógão Grande | 8.º (em 15) | 1.º | 1 340          | 57,93 / 100,00 |        | Eleito |        | [ 10 ] |
| 2017 | 6.º (em 15) | PPD/PSD | Pedrógão Grande | 2.º         | 962 | 41,32 / 100,00 | 16,61          | Eleito |        | [ 11 ] |        |
| 2021 |             | CH      | Leiria          | 2.º (em 33) | 3.º | 3 947          | 6,54 / 100,00  |        | Eleito |        | [ 9 ]  |